# Aviron aux Jeux paralympiques d'été de 2012
Navigation
Pékin 2008 Rio de Janeiro 2016
Les épreuves d'aviron aux Jeux paralympiques d'été de 2012 se déroulent du 31 août au 2 septembre 2012 sur le site de Dorney Lake, à Londres. Il s'agit de la deuxième apparition de l'aviron aux Jeux paralympiques.
Comme pour l'édition précédente, quatre finales figurent au programme de cette compétition (une masculine, une féminine et deux mixtes).

## Organisation

### Lieu de la compétition

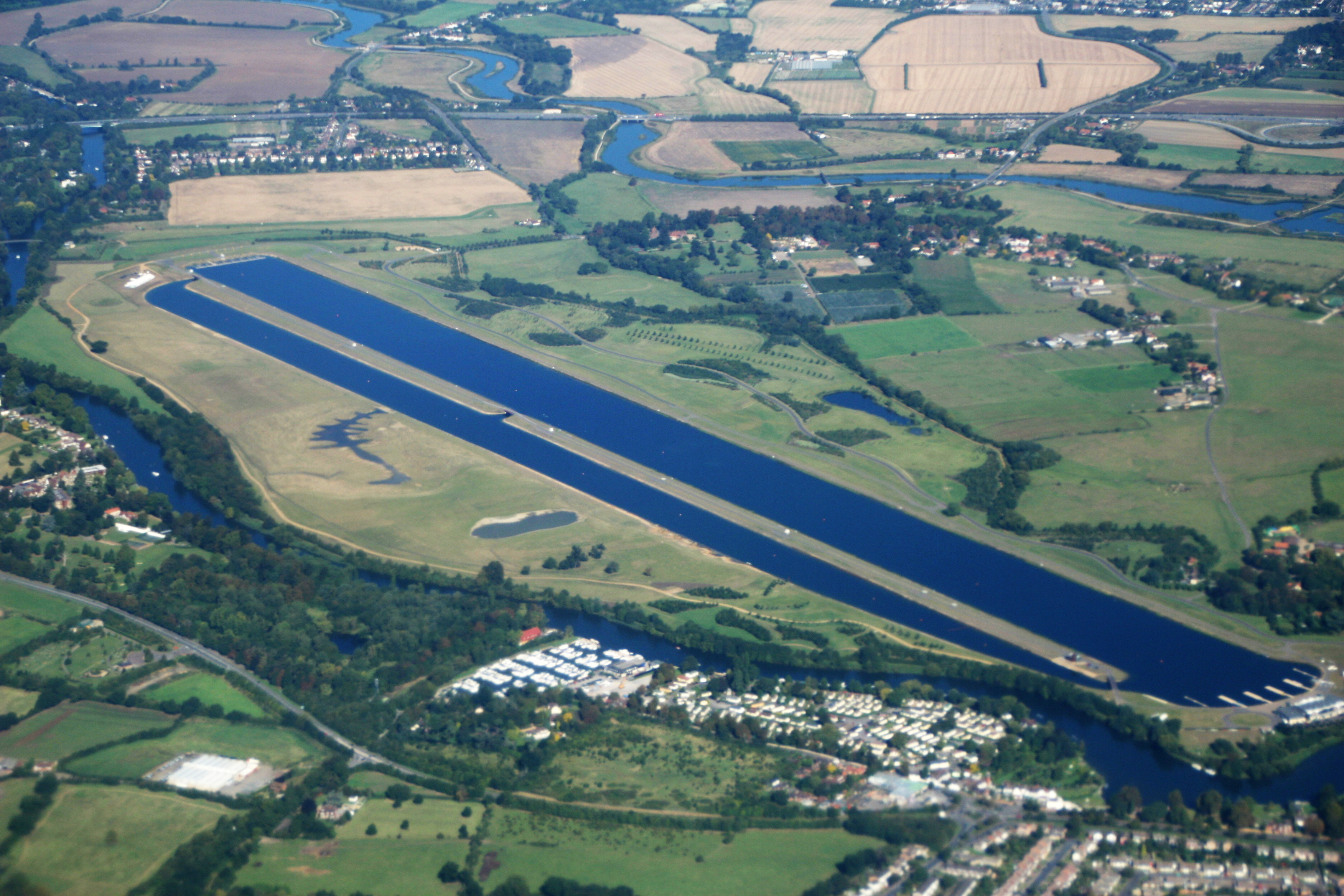
Vue aérienne du Dorney Lake

Les compétitions ont lieu au Dorney Lake, dans le Buckinghamshire à Dorney, au Royaume-Uni.
Outre les épreuves d'aviron handisport, le site accueille lors des Jeux olympiques, les épreuves d'aviron et de canoë-kayak.

### Calendrier
| S | Séries | R | Repêchages | F | Finale |

| Épreuve ↓ / Date → | Épreuve ↓ / Date → | Ve 31 | Sa 1er | Di 2 |
| ------------------ | ------------------ | ----- | ------ | ---- |
| Hommes             | Skiff AS           | E     | R      | F    |
| Femmes             | Skiff AS           | E     | R      | F    |
| Mixte              | Deux de couple TA  | E     | R      | F    |
| Mixte              | Quatre barré LTA   | E     | R      | F    |

### Classification
L'aviron aux Jeux paralympiques comporte trois catégories de classification, indiquant le degré de la capacité fonctionnelle d'un rameur à concourir à une épreuve.
Les trois catégories sont :
- AS : athlètes ne pouvant se servir ni de leurs jambes, ni de leur tronc, uniquement de leurs bras et épaules.
- TA : athlètes n'ayant pas l'usage de leurs jambes.
- LTA : signifie « jambes, tronc et bras » (legs, trunk and arms), et indique que l'athlète est capable d'utiliser toutes ces parties de son corps pour ce sport. Cette catégorie inclut divers handicaps moteurs et physiques. Les handicaps mentaux sont inclus dans cette catégorie. Les handicapés visuels doivent se bander les yeux.

Un rameur peut concourir dans une catégorie supérieure, mais pas à un niveau inférieur : les rameurs AS et TA peuvent participer à des événements LTA, mais un athlète LTA ne peut participer à une course TA.

## Participation

### Nations participantes
| Afrique              | Amériques                                                  | Asie                                                    | Europe | Océanie                                |
| -------------------- | ---------------------------------------------------------- | ------------------------------------------------------- | --- | -------------------------------------- |
| - Afrique du Sud (1) | - Argentine (1) - Brésil (9) - Canada (6) - États-Unis (8) | - Chine (8) - Corée du Sud (2) - Israël (3) - Japon (1) | - Allemagne (6) - Biélorussie (8) - Espagne (1) - France (8) - Grande-Bretagne (8) - Hongrie (1) - Irlande (5) - Italie (7) - Pologne (3) - Portugal (1) - Russie (8) - Ukraine (9) | - Australie (3) - Nouvelle-Zélande (1) |
| 1 pays               | 4 pays                                                     | 4 pays                                                  | 12 pays | 2 pays                                 |

## Médaillés

### Hommes
| Épreuves | Or          | Argent      | Bronze            |
| Skiff AS | Cheng Huang | Erik Horrie | Aleksey Chuvashev |

### Femmes
| Épreuves | Or           | Argent          | Bronze           |
| Skiff AS | Alla Lysenko | Nathalie Benoit | Liudmila Vauchok |

### Mixte
| Épreuves          | Or                                                                                             | Argent                                                                                       | Bronze                                                                                           |
| Deux de couple TA | Chine Xiaoxian Lou Tianming Fei                                                                | France Perle Bouge Stéphane Tardieu                                                          | États-Unis Oksana Masters Rob Jones                                                              |
| Quatre barré LTA  | Grande-Bretagne Pamela Relph Naomi Riches David Smith James Roe Barreur : Lily van den Broecke | Allemagne Anke Molkenthin Astrid Hengsbach Tino Kolitscher Kai Kruse Barreur : Katrin Splitt | Ukraine Andrii Stelmakh Kateryna Morozova Olena Pukhaieva Denys Sobol Barreur : Volodymyr Kozlov |

## Tableau des médailles
| Rang  | Nation          | Or | Argent | Bronze | Total |
| ----- | --------------- | -- | ------ | ------ | ----- |
| 1     | Chine           | 2  | 0      | 0      | 2     |
| 2     | Ukraine         | 1  | 0      | 1      | 2     |
| 3     | Grande-Bretagne | 1  | 0      | 0      | 1     |
| 4     | France          | 0  | 2      | 0      | 2     |
| 5     | Australie       | 0  | 1      | 0      | 1     |
| 5     | Allemagne       | 0  | 1      | 0      | 1     |
| 7     | Biélorussie     | 0  | 0      | 1      | 1     |
| 7     | États-Unis      | 0  | 0      | 1      | 1     |
| 7     | Russie          | 0  | 0      | 1      | 1     |
| Total | Total           | 4  | 4      | 4      | 12    |